# Léon Ier (pape)
Pour les articles homonymes, voir Saint Léon et Léon Ier.
Léon Ier le Grand (en latin Leo Magnus) est évêque de Rome de 440 à 461. Il est connu pour son intervention dans les controverses christologiques du Ve siècle : sa position doctrinale exprimée dans le Tome à Flavien est adoptée comme la doctrine orthodoxe au concile de Chalcédoine en 451. Face au délitement du pouvoir impérial, il négocie en 452 avec Attila la retraite des hordes hunniques, et en 455 avec Genséric la survie de Rome. Il est considéré comme saint et docteur de l'Église par l'Église catholique, qui le célèbre le 10 novembre.

## Origines
Ses origines sont mal connues. Né à Rome en 391, fils d'un dénommé Quintianus, il est archidiacre de Rome sous le pontificat de Célestin Ier (422–432), puis de Sixte III (432–440) dont il est l'homme de confiance. À la mort de ce dernier, le 19 août 440, Léon est en Gaule à la demande de la cour de Ravenne, afin d'arbitrer un conflit entre le patrice Aetius et le préfet du prétoire des Gaules Albinus.

## Élection
Sa réputation et son influence sont si grandes qu'il est élu pape par le peuple romain pendant son absence en Gaule. Il rentre à Rome en septembre pour être sacré le 29 septembre 440. Il a pour conseiller Pierre Chrysologue.

## Personnalité
Léon Ier fait peu de confidences sur sa personne, contrairement à nombre de ses successeurs. De son pontificat on ne connaît que son activité pastorale et théologique. Il ignore probablement le grec, ne goûte guère la philosophie et les auteurs classiques, dont on ne trouve quasiment pas de citations dans la centaine de sermons que l'on possède de lui. Mais Léon Ier possède au plus haut point la conscience de la dignité de sa fonction d'évêque de Rome, dont il justifie la primauté par sa qualité de successeur de Pierre.
De fait, il privilégie clairement la fonction plutôt que la personne qui l'assume. Ce principe ne sera plus réellement remis en question avant le schisme de 1054. D'ailleurs, en 445, l'empereur romain Valentinien III reconnaît officiellement la primauté du pape à la suite de la condamnation de l'évêque d'Arles, Hilaire d'Arles. Il est de caractère énergique et serein, tenace et résolu.

## Positions

### Juridiction

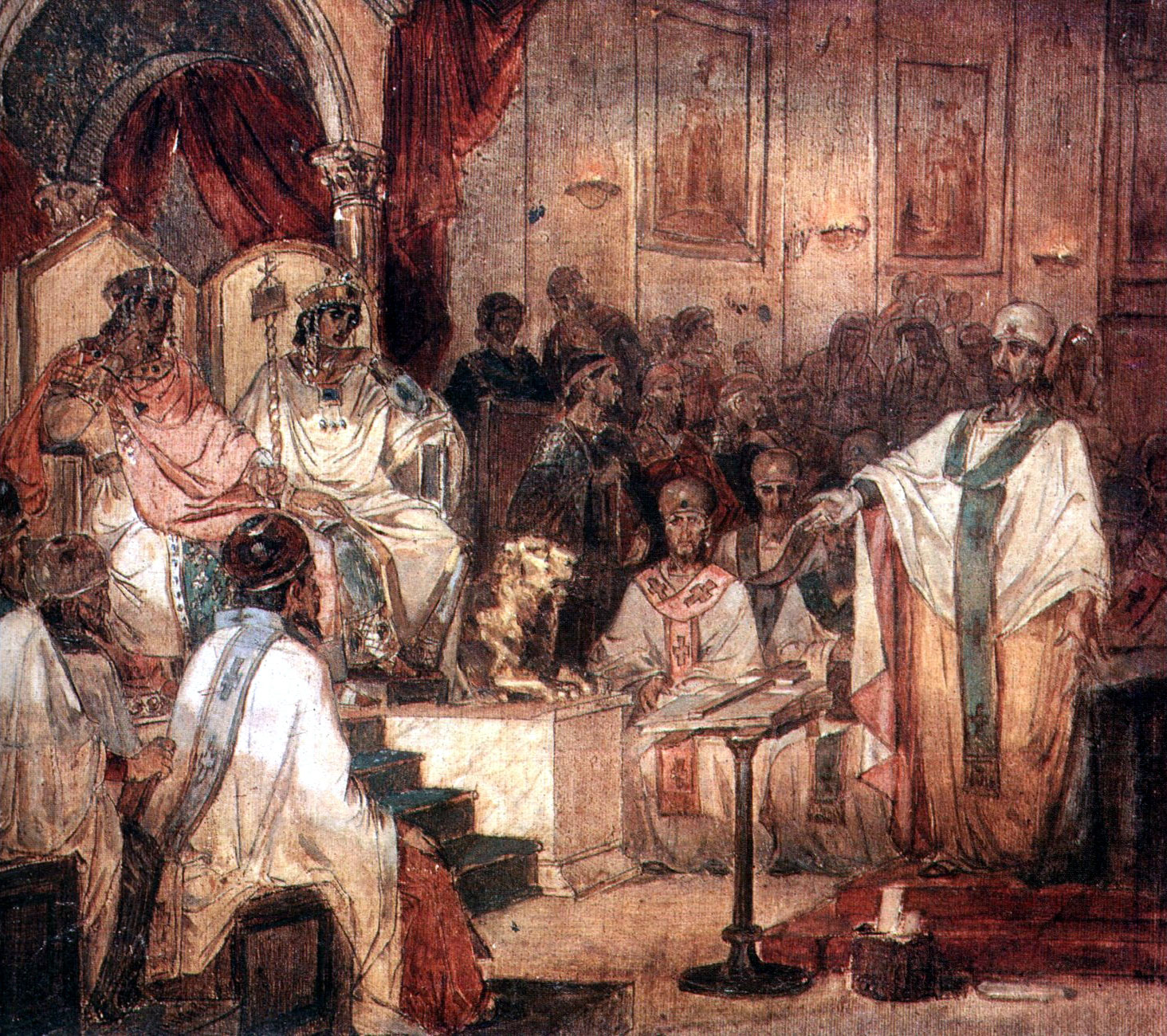
Le Concile de Chalcédoine, par Vassili Sourikov, 1876.

Sa juridiction s'exerce sur trois zones. Tout d'abord la ville de Rome et l'Italie, où il réprime la secte des manichéens et le pélagianisme. En 443, il rassemble à Rome de nombreux évêques et prêtres pour les mettre en garde contre les sectes et inviter ceux qui le souhaitent à se rétracter de leurs erreurs. Beaucoup, semble-t-il, se rétractent ; quant aux récalcitrants, ils sont sanctionnés. Léon oblige aussi les évêques à assister chaque année au synode de Rome. Il leur rappelle les conditions d'admission à l'épiscopat. 
Elle s'exerce ensuite sur la Gaule, l'Espagne et l'Afrique du Nord, où il encourage la lutte contre le priscillianisme, invitant l'évêque d'Astorga à réunir un concile contre cette hérésie. De même, il exprime sa réprobation à Hilaire d'Arles qui s'arroge un pouvoir sur les évêques de Gaule.
En Orient, enfin, il exerce sa juridiction sur l'Illyrie (les régions balkaniques) par l'intermédiaire de l'évêque de Thessalonique, dont il fait son vicaire. Surtout, il intervient de façon décisive dans les troubles qui agitent l'Orient à la suite de l'enseignement d'Eutychès, qui ne veut voir dans le Christ qu'une seule nature, la divine (monophysisme). Il adresse à Flavien de Constantinople une lettre (le « Tome », Épître XXVIII) qui expose avec netteté et fermeté le dogme des deux natures dans l'unique personne du Christ. Après l'échec du concile convoqué par l'empereur byzantin Théodose II (le « brigandage d'Éphèse », en 449), Léon, en accord avec le nouvel empereur byzantin Marcien, sait imposer ce dogme au concile de Chalcédoine.

### Pensée théologique

#### Christologie
Les innombrables querelles sur la personne et la nature du Christ permettent à Léon Ier d'en imposer aux théologiens byzantins. Dans le Tome à Flavien, lettre publiée le 13 juin 449 et adressée au patriarche de Constantinople, il exprime de façon magistrale la doctrine de l'unicité de la personne du Christ, subsistant en deux natures distinctes, et réfute ainsi clairement le monophysisme. Théodose II convoque un concile à Éphèse en 449, mais Eutychès empêche les représentants du pape de prendre la parole (le brigandage d'Éphèse). Le triomphe d'Eutychès est de courte durée, car après la mort accidentelle de Théodose II, la nouvelle impératrice Pulchérie et son mari Marcien, favorables à l'orthodoxie, convoquent un nouveau concile à Chalcédoine en 451. Léon Ier fait triompher son point de vue et, à la lecture de son Tome à Flavien, l'assemblée se lève et s'écrie : « C'est Pierre qui parle par la bouche de Léon ! ». Si le triomphe doctrinal est complet, il n'en va pas de même sur le plan politique. Léon Ier accuse un échec avec le 28e canon du concile, qui affirme l'égalité de droit des sièges de Rome et de Constantinople, les deux villes étant cités impériales. Pour Léon Ier, c'est inacceptable, car sa primauté, estime-t-il, vient non pas du prestige de la ville mais de sa qualité de successeur de Pierre. Cette tension, source de bien des conflits dans l'avenir, reste à ce moment contenue, car Léon Ier est conscient de l'importance pour la papauté d'être présente à Constantinople.

#### Liturgie
La foi permet à celui qui entend la lecture de l'Évangile d'être présent spirituellement à l'événement. Il est commémoré, mais l'action du Christ est rendue présente et agissante (sous la forme du pain et du vin). La célébration des mystères est une source de joie, en même temps qu'un moyen d'affermir la foi des fidèles.

#### Morale
Chaque sermon part de la contemplation du Mystère célébré, et aboutit à une parénèse, une exhortation. Le Christ est sacramentum et exemplum : il procure la grâce par la vertu de son action, et témoigne du chemin à suivre.

## Action politique

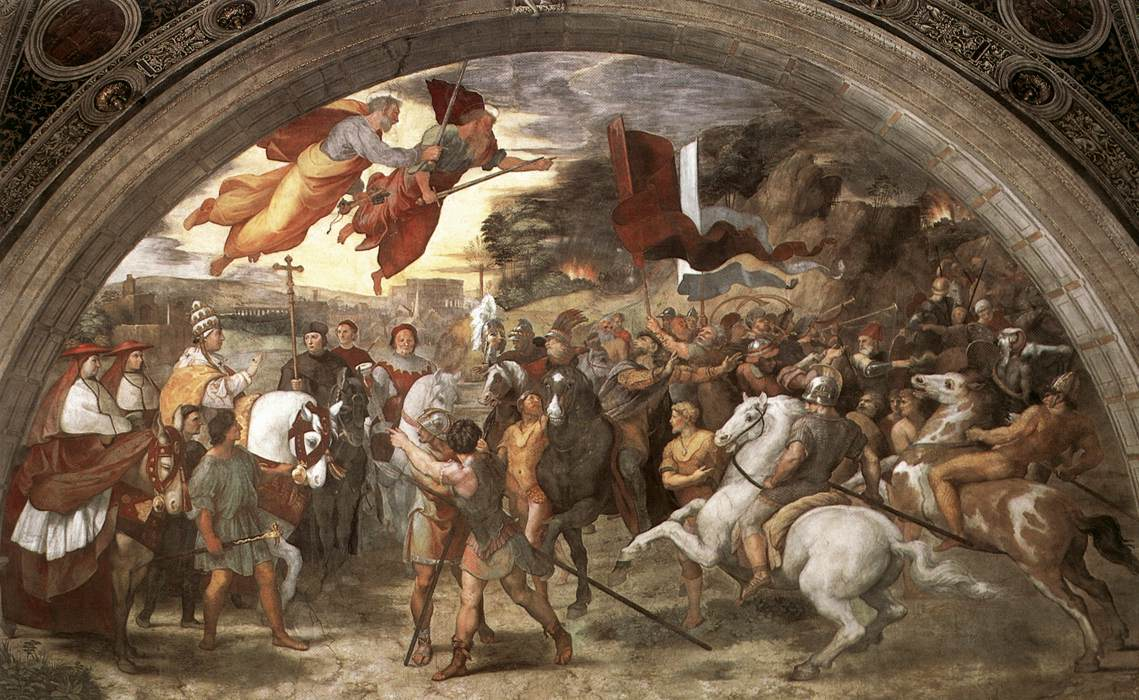
Léon Ier et Attila, peinture de Raphaël (peintre).

L'action politique de Léon Ier n'est pas négligeable. L'épisode le plus célèbre est la rencontre avec Attila en 452 à Mantoue, où le pape persuade le conquérant de faire demi-tour. Il est vrai que l'intervention de l'empereur byzantin Marcien sur les arrières des Huns n'est sans doute pas étrangère au retrait d'Attila, plus sans doute que le pouvoir de persuasion du pape. En 455, il lui est impossible d'empêcher le deuxième pillage de Rome par Genséric et ses Vandales, mais il parvient quand même à obtenir que la ville ne soit pas incendiée et qu'il n'y ait ni meurtres, ni viols, ni violences.

## Héritage
Saint Léon meurt le 10 novembre 461. Il est enseveli sous le portique de la basilique Saint-Pierre. Avec Grégoire Ier et Nicolas Ier (non officiel), il est le seul pape qualifié de « grand ». Il est fêté le 10 novembre, dans le rite romain post-conciliaire, le 11 avril dans le rite romain pré-conciliaire et le 18 février selon le calendrier oriental julien (3 mars dans le calendrier grégorien, 2 mars les années bissextiles).
On possède de lui 173 lettres, qui sont autant de documents précieux sur la vie de l'Église et de la papauté. Il est aussi le premier pape dont nous ayons les Sermons, 97 en tout, prononcés généralement lors des grandes fêtes de l'année liturgique ou des temps privilégiés. On en lit des extraits dans la liturgie des heures (office des lectures ou matines), par exemple à Noël, ou (selon le rite dominicain) les trois jours du triduum pascal.
Ces lettres sont d'une grande simplicité et souvent assez courtes. Elles exposent les mystères du Christ, préconisent le jeûne et la générosité et prêchent le dogme de l'Incarnation tel qu'il est défini au concile de Chalcédoine. Certaines d'entre elles expliquent aussi sa conception du rôle du souverain pontife, lequel est l'héritier de l'autorité conférée par Jésus à Pierre. Ce dernier, selon Léon Ier, est toujours présent dans l'Église et transmet à son successeur son autorité suprême. C'est pourquoi seul le siège apostolique, le siège de l'Apôtre, c'est-à-dire Rome, doit recevoir la mission de diriger l'Église universelle (catholique). Il considère qu'à la grandeur passée de la cité impériale doit succéder l'humilité de la Rome des apôtres Pierre et Paul.
Saint Léon a permis le premier missel qui, modifié, est devenu le Sacramentaire léonien, une compilation de textes liturgiques des Ve siècle, VIe et VIIe siècles. Le Sacramentarium Leonianum contient probablement des éléments qui remontent à saint Léon.
Il est proclamé « docteur de l'Église » (Doctor unitatis Ecclesiae) en 1754 par son lointain successeur Benoît XIV.
Léon est le sujet d'une tragédie de Juliana Cornelia de Lannoy, intitulée Léon le Grand (1767 en littérature). Dans le roman historique Le trône du monde (1946), réédité sous le titre Attila le Hun, Louis de Wohl fait intervenir Aetius, Attila, Honoria et Léon Ier.

## Écrits
Léon le Grand, pape et docteur de l'Église, a largement contribué à formuler contre les hérésies la doctrine chrétienne de l'incarnation.

### Faire nous-mêmes ce qu'il fait
« Bien-aimés, si nous comprenons à la lumière de la foi et de la sagesse les débuts de notre création, nous découvrions que l'homme a été fait à l'image de Dieu (cf. Gn 1, 27) pour imiter son auteur et que notre dignité naturelle consiste en ce que la ressemblance de la bonté divine brille en nous comme un miroir. Cette ressemblance, la grâce du Sauveur la restaure tous les jours en nous, car ce qui est tombé dans le premier Adam est relevé dans le second.
Or le motif de notre restauration n'est autre que la miséricorde de Dieu ; nous ne l'aimerions pas s'il ne nous avait aimés le premier (cf. Jn 4, 19) et n'avait, par la lumière de sa vérité, dissipé les ténèbres de notre ignorance. C'est pourquoi, en nous aimant, Dieu nous restaure à son image et, afin de trouver en nous la ressemblance de sa bonté, il nous donne le moyen de faire nous-mêmes ce qu'il fait ; il allume, en effet, le flambeau de nos intelligences et nous enflamme du feu de son amour, pour que nous l'aimions, et non seulement lui, mais aussi tout ce qu'il aime. »

— Léon le Grand, 1er Sermon sur le jeûne du 10e mois, 1, trad. R. Dolle, Paris, Cerf, coll. « Sources Chrétiennes » 200, 1973, p. 151-153.

### Évite le mal, fais ce qui est bien
« Aux occupations du monde, soustrayons-nous, et dérobons un peu de temps qui nous serve à acquérir les biens éternels. Tous, en effet, comme il est écrit, nous commettons des écarts, et souvent (Jc 3, 2). Sans doute les dons que Dieu nous fait tous les jours nous purifient de bien des souillures ; cependant des taches assez grossières demeurent le plus souvent imprimées sur les âmes négligentes, taches qu'il faudrait laver au prix d'un soin plus attentif et effacer à plus grands frais. Or, on obtient la remise la plus totale des péchés lorsque la prière de l'Église entière est une.
C'est, aux regards du Seigneur, une chose grande et fort précieuse, bien-aimés, que le peuple entier du Christ s'applique ensemble aux mêmes devoirs et que les chrétiens de l'un et l'autre sexe, à tous les degrés et dans tous les ordres, collaborent dans un même sentiment : qu'une seule et même détermination les anime tous à éviter le mal et à faire ce qui est bien.
Rien n'est demandé à personne qui soit pénible, rien qui soit difficile et rien ne nous est imposé qui excède nos forces, qu'il s'agisse de se mortifier par l'abstinence ou de se montrer généreux dans l'aumône. Chacun sait ce qu'il peut et ce qu'il ne peut pas. À chacun d'estimer sa propre mesure. »

— Sermon 75, 3-5, trad. R. Dolle, Paris, Cerf, coll. « Sources Chrétiennes » 200, 1973, p. 95-97.

## Paroles de LéonIerdit le Grand

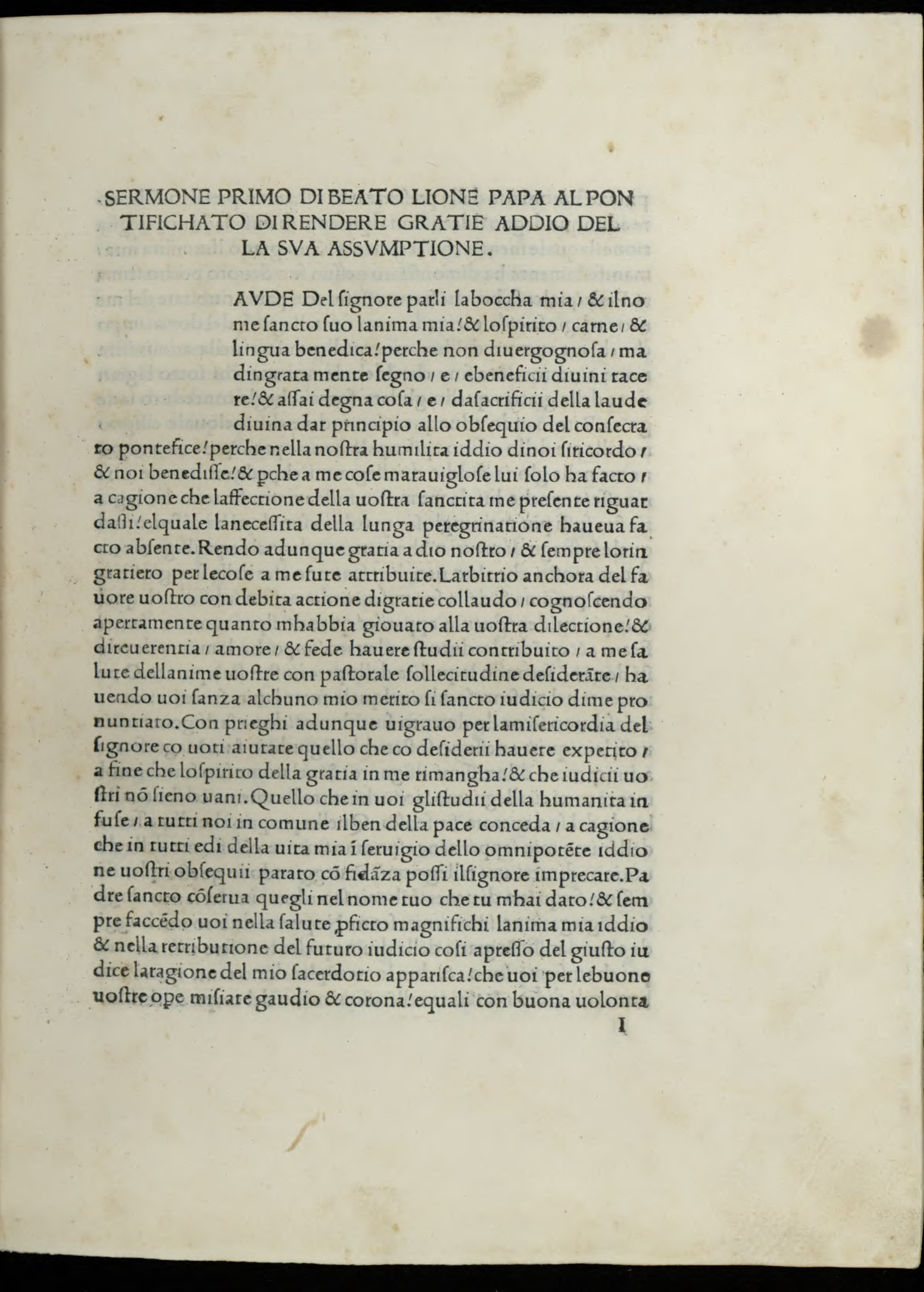
Sermones (italien) - Imprimé à Florence : Antonio Miscomini, le XXI mai MCCCCLXXXV (21 mai 1485). - 174 c. Biblioteca europea di informazione e cultura.

### Extrait et sermons
, :
- Sermon pour la Passion du Pape Léon le Grand « Gloire et Puissance de la Croix » :

Le Seigneur est livré à ceux qui Le haïssent. Pour insulter Sa dignité royale, on L'oblige à porter Lui-même l'instrument de Son supplice. Ainsi s'accomplissait l'oracle du prophète Isaïe : Il a reçu sur ses épaules le pouvoir. En se chargeant ainsi du bois de la Croix, de ce bois qu'il allait transformer en sceptre de Sa force, c'était certes aux yeux des impies un grand sujet de dérision mais, pour les fidèles, un Mystère étonnant : Le Vainqueur glorieux du démon, l'Adversaire tout-Puissant des puissances du mal, présentait sur Ses épaules, avec une patience invincible, le Trophée de Sa victoire, le Signe du salut, à l'adoration de tous les peuples.
- Il y a des pièges dans l'abondance des riches, il y en a aussi dans la pauvreté. L'opulence rend hautain et vaniteux, le dénuement engendre l'aigreur et l'amertume.
- Ne jugeons pas l'héritage (spécialement chrétien) sur l'indignité des héritiers.
- Reconnais, ô chrétien, ta dignité. Tu participes à la nature divine, ne retourne donc pas à ton ancienne souillure par une manière de vivre indigne de ta race… Tu as été transféré dans le royaume de lumière qui est celui de Dieu. (Sermon pour Noël)
- Le Christ aime l'enfance par laquelle il a débuté, en son âme comme en son corps, modèle de douceur. C'est vers elle qu'il ramène les adultes, c'est vers elle qu'il ramène les vieillards. Ce n'est pas aux amusements de l'enfance ni à ses tâtonnements maladroits que nous devons retourner. Il faut lui demander le rapide apaisement des colères, le prompt retour au calme, l'indifférence aux honneurs, l'amour de l'union mutuelle. (Sermon pour l'Épiphanie)
- Ne craignons jamais de nous fatiguer à faire le bien. Au moment venu, nous récolterons. Cette vie présente est un temps de semailles. Viendra le jour de la récolte où chacun recevra les fruits du grain à la mesure de ce qu’il aura semé.
- Car si l'homme nouveau, semblable à la chair du péché, n'avait pas assumé notre condition ancienne et dégradée, si celui qui est consubstantiel au Père n'avait pas daigné devenir consubstantiel à sa mère, si lui, seul indemne de tout péché, ne s'était pas uni à notre nature, l'humanité tout entière serait restée prisonnière sous l'esclavage du démon et nous n'aurions pu profiter de la victoire remportée par le Christ, parce que cette victoire aurait été obtenue en dehors de notre nature. (Lettre de Léon le Grand à l'Impératrice Pulchérie sur l'Incarnation)
- L'exemple du Seigneur invite la foi des croyants à comprendre que, sans avoir à douter des promesses de bonheur, nous devons pourtant, parmi les épreuves de cette vie, demander la patience avant la gloire. (Pour la fête de la Transfiguration)
- Après avoir proclamé le grand bonheur de la pauvreté, le Seigneur ajoute : Heureux ceux qui pleurent, car ils seront consolés. Ces pleurs, mes bien-aimés, auxquels la consolation éternelle est promise, n'ont rien de commun avec l'amour de ce monde. Ces lamentations que répand la plainte de tout le genre humain ne rendent personne heureux. Les saints gémissements ont un autre motif, les saintes larmes ont une autre cause. La tristesse religieuse pleure ou bien le péché d'autrui, ou bien son propre péché ; elle ne s'attriste pas de voir agir la justice divine, mais de voir se commettre l'iniquité humaine. Ici, celui qui fait le mal est plus à plaindre que celui qui le supporte, parce que sa propre malice plonge l'homme injuste dans le châtiment, tandis que la patience conduit l'homme juste à la gloire. Le Seigneur dit ensuite : Heureux les doux, car ils posséderont la terre. À ceux qui sont doux et indulgents, humbles et modestes, à ceux qui sont prêts à subir toutes les injustices, c'est à ceux-là qu'est promise la possession de la terre. Et il ne faut pas regarder un pareil héritage comme médiocre et sans valeur, comme s'il excluait la demeure du ciel, car on doit comprendre que nul autre que ceux-là n'entrera dans le Royaume des cieux. La terre qui est promise aux doux et qui sera donnée en propriété aux indulgents, c'est le corps des saints. (Sermon sur les Béatitudes)